# Corny Point (ort)
Corny Point är en ort i Australien. Den ligger i kommunen Yorke Peninsula och delstaten South Australia, omkring 140 kilometer väster om delstatshuvudstaden Adelaide. Antalet invånare är 156.
Trakten runt Corny Point är nära nog obefolkad, med mindre än två invånare per kvadratkilometer.. Det finns inga andra samhällen i närheten.
Trakten runt Corny Point består till största delen av jordbruksmark. Genomsnittlig årsnederbörd är 570 millimeter. Den regnigaste månaden är juni, med i genomsnitt 112 mm nederbörd, och den torraste är januari, med 12 mm nederbörd.